# 危害分析重要管制點
危害分析重要管制點（Hazard Analysis and Critical Control Points，簡稱：HACCP）是一種以科學為依據，保證加工系統流程的食品安全管理方法。該系統的重點是以預防的角度來生產最低危害風險的產品以供人類使用。此概念是構成美國豬肉產品安全生產預防系統的基本機構，藉由此系統對自然出現在食品中、來自環境及未遵守生產程序而潛在食品安全危害都藉由先期措施降低風險。
1971年任職於美國Pillsobury公司的H. E. Bauman 及其他研究員首先應用HACCP制度於太空食品的製造上，參與的機構含美國太空總署與陸軍研究室，研究成果在第一屆國家食品保護年會上首度發表 。

## 相關名詞定義
- 危害(H)：食品中對健康具有潛在不良作用的生物、化學或物理因子或其情況，亦即導致食用不安全身如疾病或傷害之特性或污染物。

- 管制點(CP)：為食品加工過程中的一個程序或步驟，此步驟若管控不良還不至於造成不可接受的危險。

- 重要管制點(CCP)：為食品加工過程中的一個程序或步驟，如果針對此程序或步驟進行管制，可預防、去除或將食品危害降低到可接受的程度。

## 法令與規範
- 国际食品法典委员会在1997年公佈為建議採行的食品安全衛生的管理規則。

### 台灣
- 2008年以HACCP原則建立「食品安全管制系統」[2][3]，並推行餐飲業HACCP認證標章。[4]
- 2015年7月1日起國際觀光旅館需強制實施

## 五大預備步驟
其五大預備步驟包括：
1. 成立HACCP計畫之執行小組
2. 描述產品及其流通方式
3. 確定產品之預定用途及銷售對象
4. 建立製造流程圖
5. 現場確認製作流程圖

## 七大原則
其七大原則包括：

### 1. 危害分析（Hazard Analysis）
危害分析是HACCP原理的基础，也是建立HACCP计划的第一步。企业根据其生产食品中存在的危害以及控制方法进行详细分析。

### 2. 确认关键控制点（Critical Control Point CCP）
关键控制点（CCP）是能进行有效控制危害的加工点或程序，通过有效地防止发生、消除危害，使之降低到可接受水平。
CCP或HACCP是产品加工过程的特异性决定的，包括工厂位置、配方、仪器设备、加工过程、卫生控制和其他支持性计划和用户改变。

### 3. 确定每个CCP的限值（Establish Critical Limit）
Critical Limit是必須在CCP上控制生物學、化學和物理參數的最大值和最少值，以防止、去除或減少食品安全危害的發生到可接受的水平。

### 4. 建立每个CCP的监控程序 (CCP Monitoring)
应用监控结果来调整及保持生产处于受控。企业应制定并执行监控程序以确定产品的性质或加工过程是否符合Critical Limit。
)

### 5. 建立CCP失控时之矫正措施（Corrective Actions）
当监控表明，偏离关键限值或不符合关键限值时采取的程序或行动。如有可能，纠正措施一般应是在HACCP计划中提决定的。纠正措施一般包括两步：
第一步：纠正或消除发生偏离CL的原因，重新加工控制
第二步：确定在偏离期间生产的产品，并决定如何处理。采取纠正措施包括产品的处理情况时应加以记录。

### 6. 验证程序（Verification）
用来确定HACCP体系是否按照HACCP计划运转，或者计划是否需要修改，以及再被确认生效使用的方法、程序、检测及审核手段。

### 7. 建立记录程序（Records）
企业在实行HACCP体系的全过程中，须有书面的技术文件和日常的监测记录，这些记录应是全面的，应包括：体系文件，HACCP体系的记录，HACCP小组的活动记录，HACCP前提条件的执行、监控、检查和纠正记录。

## 訓練
目前有關HACCP管理系統的訓練只有少數商業熱心者提供。
不過，美國品質協會（American Society for Quality，ASQ）有為已受訓的HACCP審計員（Certified HACCP Auditors，CHA）提供考試，所以有志在這方面發展的個人，可以依照考試的要求而尋找合適的專業訓練。

## HACCP的實施
必須利用這些原則為工廠生產的每種產品制定個別的HACCP計劃。一項HACCP計劃以可以使用於一個加工類別中的多種產品。
在制定HACCP計劃之前，管理人員必須對計劃作出承諾與支持。HACCP是向客戶提供價值的重要工具。我們不僅希望銷售優質產品給我們的客戶，而且希望確保我們的產品的安全性。首先，需要組織一個HACCP工作組。工作組不僅包括管理人員，而且須包括實際參與生產產品的人員和品質管理人員。HACCP工作組需要依照產品進行危害分析，對其pH值或水活性處於適於病原菌微生物生長的範圍，或經常與食品傳染疾病的發生相關性等，建立其食品安全風險制度。
一旦某種產品被確認後，就需要列出該產品的下列特徵：包括產品配方、加工技術、產品的保存方式(是否需要冷藏、冷凍或室溫存放即可)、以及使用方式。然後繪制描述該生產程序的流程圖。從該流程圖中可以識別出每個步驟可能出現的潛在生物、物理和化學危害，這就是危害分析。隨後，在流程圖中會發生潛在危害的可能管制點中挑出重要管制點。重要管制點為在此點、步驟或程序下加入某種控制方式，可達到預防、消除或降低食品安全危害。控制技術的例子包括溫度、pH值、壓力、加工時間和水含量等。
需要為每一個鑒定出的重要管制點訂定出標準(建立管制界線)。例如，如果某種產品需要經過熱處理，則特定產品維持在中心溫度下的時間可能就是標準。每個重要管制點制定都需被監控以確定是否出現偏離所訂定的標準。如果溫度是某個重要管制點的標準，則需要溫度測量和記錄的設備來監管產品的溫度。如果出現偏離標準則必須採取校正措施以修正或補救出現的問題。如果由於出現偏離標準，但無法挽救該產品，該產品可能需要棄置或銷毀的進一步處理。

## 記錄
HACCP的紀錄由工廠負責保存。一般而言，這些記錄包括：
1. HACCP工作小組名單
2. 產品說明及其用途
3. 標明重要管制點的製造流程圖
4. 與每個重要管制點相關的危害和預防措施
5. 重要管制點的標準
6. 監管系統
7. 臨界限制偏離的糾正措施計劃
8. 記錄保持程序
9. 確認HACCP計劃的程序

## 制定重要管制點標準以及臨界偏離的確定
重要管制點標準以及臨界值都是可量化的指標。以凍餅製作的工作枱為例，目前有兩種方法去量度。

### 微生物株數

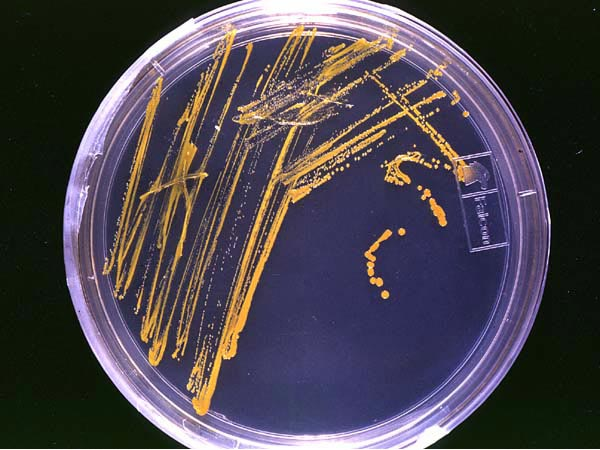
长有菌落（橙色）的琼脂平板

比較傳統的方法是應用細菌培養測試。方法是以培养基直接按壓到測試表面（例如枱面），再把細菌培養。由於培養基的大小固定，計量所培养的微生物菌落株數，就可以得出一數值（例如每100平方釐米有多少菌落形成單位）。
這方法需要數天待細菌培養完成方能得出報告，但同時可得知是受到甚麼類型的細菌污染。仔細分析菌落血清型甚至能夠追蹤源頭及確定是否有交叉污染。

### ATP檢測
由於所有存活的生物（包括微生物）體內都含三磷酸腺苷ATP，而其含量幾乎十分穩定，所以於環境中採集標本並計量ATP含量（例如以拭子套取100平方釐米的枱面），就可以間接反映環境中微生物的數量。這對於凍餅製作，奶制品廠等對微生物控制比較着緊的行業，ATP測量提供了一個十分便利的方案。ATP估量只要數分鐘就可完成，相反，傳統的細菌培養測試動輒要2至4天才完成，檢測完成時受污染產品可能已流出市面或過期。

## 相關網站
Haccp社團法人中華食品安全管制系統發展協會 （页面存档备份，存于）

## 外部連結
- International HACCP Alliance （页面存档备份，存于）
- Small & Very Small Plant Outreach – FSIS guidances for meat and poultry products
- Canadian Food Inspection Agency（页面存档备份，存于） – contains free templates and guides for HACCP programs to meet Canadian Food and Drug Regulations for the public but targeting federally registered establishments.